# بنك الشرق
بنك الشرق تأسس في دمشق بموجب قرار رقم 26 بتاريخ 10/4/2008 القاضي بتأسيس بنك الشرق شركة مغفلة مساهمة سورية برأس مال 2,5 مليار ليرة سورية .
للبنك عدة فروع في دمشق وحمص وحلب ويقدم كافة الخدمات المصرفية وللبنك اتفاقات تعاون دولية في المجال المصرفي .